# Додонов, Александр Сергеевич
Александр Сергеевич Додонов (28 августа 1907, Норское, Ярославская губерния — 13 мая 1994, Москва) — лётчик-бомбардировщик Великой Отечественной войны, Герой Советского Союза (1943).

## Биография
Родился 28 августа 1907 года в посёлке Норское, ныне в черте города Ярославль, в семье рабочего. Русский. По окончании 7 классов работал на местной фабрике «Красный перевал». Затем учился в Ярославском химико-механическом техникуме.
В Красной Армии с 1929 года. Член ВКП(б)/КПСС с 1932 года. В 1933 году окончил Ворошиловградскую военную авиационную школу пилотов. Служил в одном из дальнебомбардировочных полков, базировавшихся на Украине.
Участник Великой Отечественной войны с июня 1941 года. Был вторым пилотом, командиром корабля, эскадрильи. Воевал в составе 746-го бомбардировочного полка дальнебомбардировочной авиации (ДБА) и авиации дальнего действия (АДД).
Командир эскадрильи 746-го дальнебомбардировочного полка майор Додонов к февралю 1943 года произвёл 100 ночных боевых вылетов на бомбардировку важных объектов в глубоком тылу противника, в том числе в городах Кёнигсберг, Данциг, Бухарест, Варшава, Белосток, Вильнюс, Смоленск, Орёл, Брянск, Сеща, Орша, Запорожье, Сталино, Мемель, Тильзит.
Указом Президиума Верховного Совета СССР «О присвоении звания Героя Советского Союза начальствующему составу авиации дальнего действия Красной Армии» от 25 марта 1943 года за «образцовое выполнение боевых заданий командования на фронте борьбы с немецкими захватчиками и проявленные при этом отвагу и геройство» майору Додонову Александру Сергеевичу было присвоено звание Героя Советского Союза с вручением ордена Ленина и медали «Золотая Звезда» (№ 913).
Всего за годы Великой Отечественной войны, с августа 1941 по август 1944 годов, гвардии майор Додонов совершил 149 боевых вылетов.
С 1946 года А. С. Додонов — в запасе. Работал в Полярной авиации, вёл ледовую разведку в морях Карском и Лаптевых.
В 1967 году вышел на пенсию. Жил в Москве. Умер 13 мая 1994 года. Похоронен в городе Долгопрудный Московской области на Южном кладбище (участок 52).
Награждён орденами Ленина (25.03.43), Красного Знамени (18.08.42), Александра Невского (06.11.44), Отечественной войны 1-й степени (06.04.85), двумя орденами Красной Звезды (22.10.41; 06.11.45), медалью «За боевые заслуги» (03.11.44), другими медалями.